# گالیور مک‌گراث
گالیور مک‌گراث (انگلیسی: Gulliver McGrath؛ زادهٔ ۱۵ اوت ۱۹۹۸) یک هنرپیشه اهل استرالیا است. 
از فیلم‌ها یا برنامه‌های تلویزیونی که وی در آن نقش داشته است می‌توان به لینکلن، سایه‌های سیاه و صداها اشاره کرد.